# Anton Kner
Anton Kner (* 4. November 1911 in Dächingen; † 2. August 2003 in Untermarchtal) war ein deutscher römisch-katholischer Theologe und geistlicher Schriftsteller.
Kner wurde als siebtes von dreizehn Kindern geboren. Von 1918 bis 1922 besuchte er die Grundschule in Dächingen, von 1922 bis 1930 das Gymnasium in Ehingen. Von 1930 bis 1934 studierte er Philosophie und Theologie an der Universität Tübingen. Am 6. April 1935 wurde er durch Bischof Joannes Baptista Sproll zum Priester geweiht. Von 1935 bis 1976 war er als Gemeindeseelsorger in Ludwigsburg, Stuttgart, Leonberg und Ulm tätig. Seit 1959 leitete er Exerzitienkurse und Besinnungstage. Von 1976 bis 1988 war er Krankenhauspfarrer in der psychiatrischen Klinik Vinzenz-von-Paul-Hospital in Rottweil-Rottenmünster. Seit 1988 war er Pensionär und Geistlicher Lehrer im Schwesternaltenheim Zum Guten Hirten in Untermarchtal.

## Veröffentlichungen (Auswahl)
- Es lohnt sich zu leben. Anregungen und Denkanstöße.
- Es gibt keine Rosen ohne Dornen. Antworten zu Lebensfragen und -krisen. Gütersloh 2001.
- Versöhnung suchen – Leben gewinnen. Heiligkreuztal 1996.
- Es gibt für jeden einen Weg. Von Fragen und Problemen, die das Leben stellt. Freiburg/Konstanz 1991.
- Sterben heißt Abschiednehmen. Von der christlichen Botschaft des Todes. Regensburg 1990.
- So erkenne ich mich selbst. Hilfen und Ratschläge eines langjährigen Seelsorgers. Freiburg/Konstanz 1987.